# Peter Muster
Peter Muster (Suiza, 28 de mayo de 1952) es un atleta suizo retirado especializado en la prueba de 200 m, en la que consiguió ser medallista de bronce europeo en 1978.

## Carrera deportiva
En el Campeonato Europeo de Atletismo de 1978 ganó la medalla de bronce en los 200 metros, con un tiempo de 20.64 segundos, llegando a meta tras el italiano Pietro Mennea y el alemán Olaf Prenzler (plata con 20.61 segundos).